# Fatma Aliye

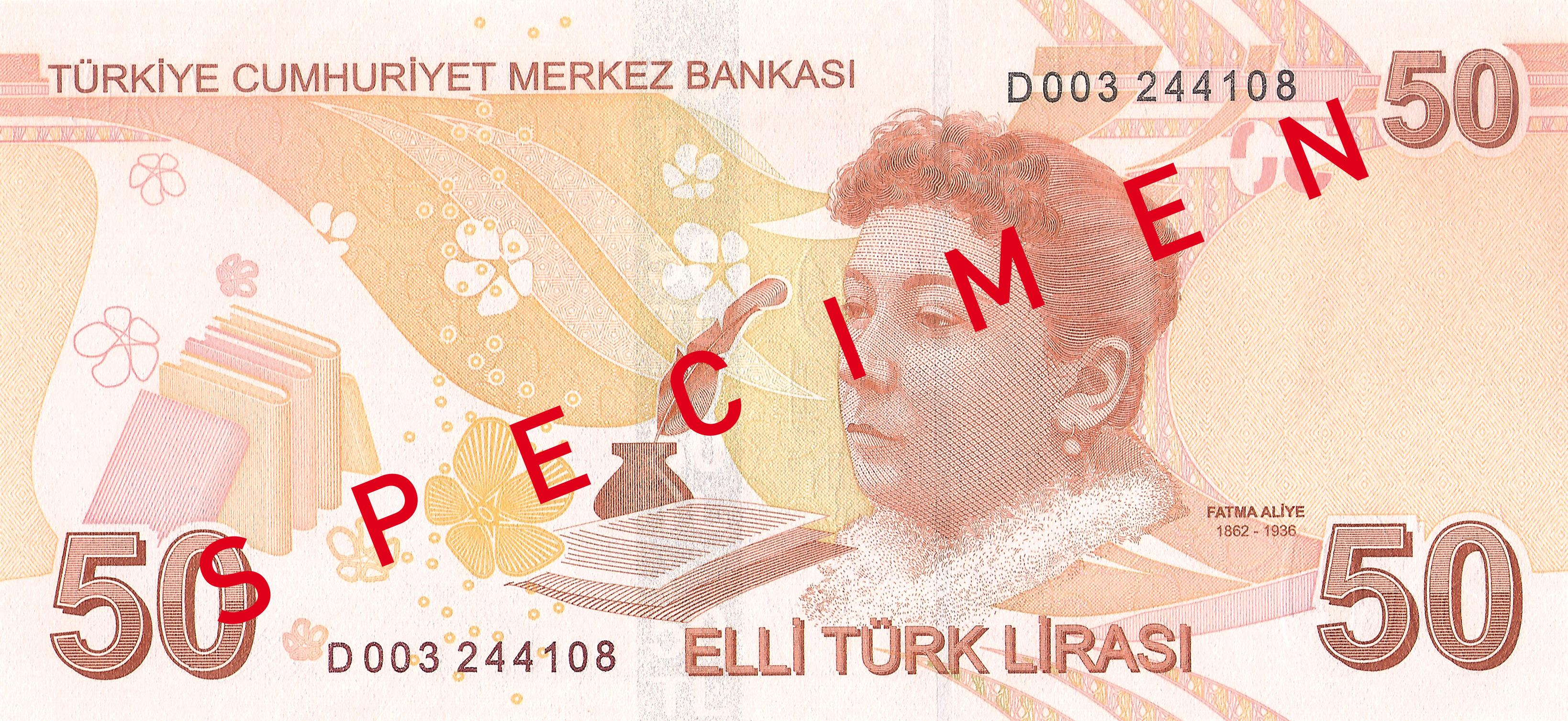
Dors d'un bitllet de 50 Türk Lirası (Lires turques).

Fatma Aliye Hanım o Fatma Aliye Topuz (Istanbul, Imperi Otomà, 9 d'octubre de 1862 - Istanbul, Turquia, 13 de juliol de 1936) va ser una novel·lista, articulista, assagista, activista pels drets de les dones i humanitària turca. Amb la publicació de les seves novel·les fou, de fet, la primera novel·lista de la literatura turca. Va ser també una pionera del feminisme del seu país.

## Biografia
Fatma Aliye era filla d'Ahmet Cevdet Paşa, un diplomàtic, historiador i intel·lectual. Tant ella com els seus germans van viure en diferents països durant la infància i reberen una educació cosmopolita. Parlava francès i àrab. El seu pare la va casar als 17 anys amb un oficial de l'exèrcit otomà, amb qui va tenir quatre fills. El seu marit, més tradicional, no la deixava llegir llibres estrangers durant els primers anys del seu matrimoni. El cognom Topuz el va escollir ella mateixa, com a viuda, el 1934.
La seva germana, Emine Semiye, també fou escriptora, i es troba entre les pioneres de l'alliberament de la dona de Turquia.

## Obra
Va iniciar la seva carrera amb la traducció al turc de Volonté (1888), de l'escriptor francès Georges Ohnet, publicat el 1889 sota el títol de Meram. El llibre es va publicar amb el seu pseudònim «Bir Hanım» («Una dona»). El reconegut escriptor Ahmet Mithat va quedar tan impressionat per ella que la va declarar la seva filla honorària al diari Tercüman-ı Hakikat. Després de la seva primera traducció, va fer servir el pseudònim «Mütercime-i Meram» (literalment, «La traductora de Meram») en les següents publicacions.
El 1894 va ser coautora de la novel·la Hayal ve Hakikat (Somni i veritat) juntament amb Ahmet Mithat Efendi. L'obra es va presentar signada per «Una dona i Ahmet Mithat». Després d'aquesta novel·la, tots dos autors van intercanviar llargues cartes, que es publicarien posteriorment al diari Tercüman-ı Hakikat.
Va publicar la seva primera novel·la, Muhazarat (Informació útil), el 1892, aquest cop ja amb el seu nom real. Una narració en què es mostra la falsedat de la creença segons la qual una dona no pot oblidar mai el seu primer amor. Va ser la primera novel·la de tot l’Imperi Otomà escrita per una dona. El llibre es va reeditar el 1908.
La seva segona novel·la, Udi (El llaüt), publicada el 1899, representa una dona oud, a qui Fatma Aliye va conèixer a Alep. En aquesta novel·la explica, en un llenguatge senzill, la història de la vida de Bedia, que va fer un matrimoni infeliç. El reconegut novel·lista Reşat Nuri Güntekin es refereix a Udi com una de les obres més importants que van atreure el seu interès per la literatura.
Les seves altres novel·les són Raf'et (1898), Enin (1910) (Gimits) i Levaih-i Hayat (Escenes de la vida). Va tematitzar en les seves obres el matrimoni, l'harmonia entre els cònjuges, l'amor i l'afecte i la importància de reduir el contrari al matrimoni concertat. A més, va escollir l’individualisme com un tema central creant heroïnes independents i autosuficients, que treballen i guanyen diners propis sense la necessitat d’un home.
El 1893, el seu protagonisme va créixer després de la publicació del llibre d'Ahmet Mithat Bir Muharrire-i Osmaniye'nin Neşeti (Naixement d'una escriptora otomana), compost per les cartes de Fatma Aliye, on exposa el seu inacabable entusiasme per aprendre.
El seu assaig Nisvan-ı İslâm va ser traduït al francès amb el títol Les femmes muselmannes, per Olga Lebedeva, i també a la llengua àrab. I la seva novel·la Udi al francès. Una crítica que es publicà en un diari francès, sobre un llibre titulat Dones d'Orient i d'Occident, del francès Émile Julliard, va cridar l'atenció a París. També reconeguda internacionalment, la seva obra es va exposar a la biblioteca de la World's Columbian Exposition de 1893 a Chicago, Estats Units, i va figurar al catàleg de la Biblioteca de la Dona de la fira.
El 1914 va publicar el seu llibre Ahmed Cevdet Paşa ve Zamanı (Ahmet Cevdet Pasha i el seu temps) per defensar el seu pare dels atacs polítics. En aquesta obra, pretenia presentar l'escena política després de la Segona Era Constitucional. No obstant això, la seva controvèrsia sobre la tesi històrica oficial va conduir a l'exclusió del llibre de la literatura.

## Feminisme
Al costat de les seves obres literàries, va escriure durant tretze anys, entre 1895 i 1908, columnes per a la revista Hanımlara Mahsus Gazete (La Revista de les dones). Hi tractava sobre els drets de les dones sense renunciar a les seves opinions conservadores. La seva germana, Emine Semiye Önasya, una de les primeres feministes turques, també es trobava en l'equip de redacció de la revista.
En el seu llibre publicat el 1896 Nisvan-ı İslam (Dones de l'Islam), Fatma Aliye explicava la situació de les dones musulmanes al món occidental. Tal com escrigué a les columnes de la seva revista, va defensar en aquest llibre les tradicions conservadores contràries als personatges moderns que va crear a les seves novel·les.

Fatma Aliye se situa entre les primeres feministes de Turquia. Segons Yaprak Zihnioğlu, l'escriptora del llibre "Kadınsız İnkılap" (Revolució sense dona), que investiga la situació de la dona otomana i el moviment feminist pre-república:
| «                                    | (turc) Eğer Osmanlı feminizmi adı altında bir düşünsel ve eylemsel etkinlikten söz edebilirsek, bu oluşun en önemli düşünürünün Fatma Aliye olduğunu da ileri sürebiliriz. Denebilir ki Fatma Aliye tarih-i nisvanımızın matbuat sahasında yer alan ilk ve en önemli şahsiyetidir. | (català) Si podem parlar d'una activitat de pensament o acció sota el nom de femenisme otomà, podem dir que la pensadora més important d'aquesta formació és Fatma Aliye. També es pot dir que Fatma Aliye és la primera i la més important personalitat de la història de les nostres dones en l'àrea de les lletres. | » |
| — Yaprak Zihnioğlu, Kadınsız İnkılap | | |   |

També va fundar l'associació otomana de dones per a l'ajut, que es va preocupar d'auxiliar els soldats de la guerra turco-grega.

## Reconeixements
En temps otomans va ser condecorada amb la medalla Şefkat (compassió) pel soldà Abdulhamid II.
El retrat de Fatma Aliye apareix al dors del bitllet de 50 TL en circulació des de 2009.
L'escriptora turca Fatma Karabıyık Barbarosoğlu va descriure la vida de Fatma Aliye en la seva novel·la Fatma Aliye: Uzak Ülke (Fatma Aliye: Pais llunyà) de 2007.